# Xerophaeus occiduus
Xerophaeus occiduus är en spindelart som beskrevs av Tucker 1923. Xerophaeus occiduus ingår i släktet Xerophaeus och familjen plattbuksspindlar. Inga underarter finns listade i Catalogue of Life.